# タラ男爵
タラ男爵（タラだんしゃく、英: Baron Tara）は、アイルランド貴族の爵位。2度創設され、いずれも廃絶している。

## 歴史
プファルツ選帝侯領出身でヨーロッパ諸国（フランス王国、神聖ローマ帝国、ブランデンブルク選帝侯領、イングランド王国）の陸軍に従軍したションバーグ伯爵メイナード・ションバーグ(1641–1719)は1691年3月3日にアイルランド貴族であるリンスター公爵、ダウン県におけるバンガー伯爵とタラ男爵（Baron of Tara）に叙された。メイナードは1693年にションバーグ公爵位も継承したが、息子に先立たれ、1719年に死去するとイングランドとアイルランドにおける爵位がすべて廃絶した。
アイルランド庶民院議員のジョン・プレストン(1764–1821)は1800年合同法に反対していたが、のちに賛成に転じたことで、1800年7月31日にアイルランド貴族であるミーズ県におけるベリンターのタラ男爵（Baron Tara of Bellinter, co. Meath）に叙された。彼はプレストン姓を名乗ったものの、同じくプレストン姓のタラ子爵とは無関係である。彼は男子をもうけず、1821年に死去すると爵位が廃絶した。

## タラ男爵（1691年）
- 第3代ションバーグ公爵、初代リンスター公爵、初代タラ男爵メイナード・ションバーグ（1641年 – 1719年）

## タラ男爵（1800年）
- 初代タラ男爵ジョン・プレストン（1764年 – 1821年）